# Charta
Charta – miasto w Kolumbii, w departamencie Santander.